# Mandya (dystrykt)
Dystrykt Mandya (Kannada ಮಂಡ್ಯ) jest okręgęm administracyjnym zlokalizowanym w stanie  Karnataka w Indiach. Od południa graniczy z rejonem Mysore, od zachodu z rejonem Hassan, od północy rejonem Tumkur i od  wschodu z rejonem Bangalore.
Głównym miastem jest w Mandya. Jest trzecim najbardziej zacofanym rejonem  Karnataki. Populacja 1,763,705 osób z których 16.03% to mieszkańcy miast (2001).